# Steffi Martin
Steffi Martin, po mężu Walter (ur. 17 września 1962 w Bad Schlema, zm. 21 czerwca 2017) – niemiecka saneczkarka reprezentująca NRD, dwukrotna mistrzyni olimpijska i świata, medalistka mistrzostw Europy, zwyciężczyni Pucharu Świata.
Na igrzyskach olimpijskich w Sarajewie w 1984 roku zdobyła złoty medal. Wynik ten powtórzyła na rozgrywanych cztery lata później igrzyskach w Calgary, zostając pierwszą w historii saneczkarką, która zdobyła dwa złote medale olimpijskie. Na mistrzostwach świata wywalczyła dwa medale, oba złote. Mistrzynią świata zostawała w 1983 oraz 1985. Na mistrzostwach Europy zdobyła dwa srebrne medale, w 1982 oraz 1986. W sezonie 1983/1984 Pucharu Świata zdobyła Kryształową Kulę.

## Osiągnięcia

### Igrzyska olimpijskie
| Rok  | Miejsce  | Dwójki |
| ---- | -------- | ------ |
| 1984 | Sarajewo | 1.     |
| 1988 | Calgary  | 1.     |

### Puchar Świata

#### Miejsca na podium w klasyfikacji generalnej
| Sezon     | Miejsce |
| --------- | ------- |
| 1983/1984 | =1.     |